# 宽墙

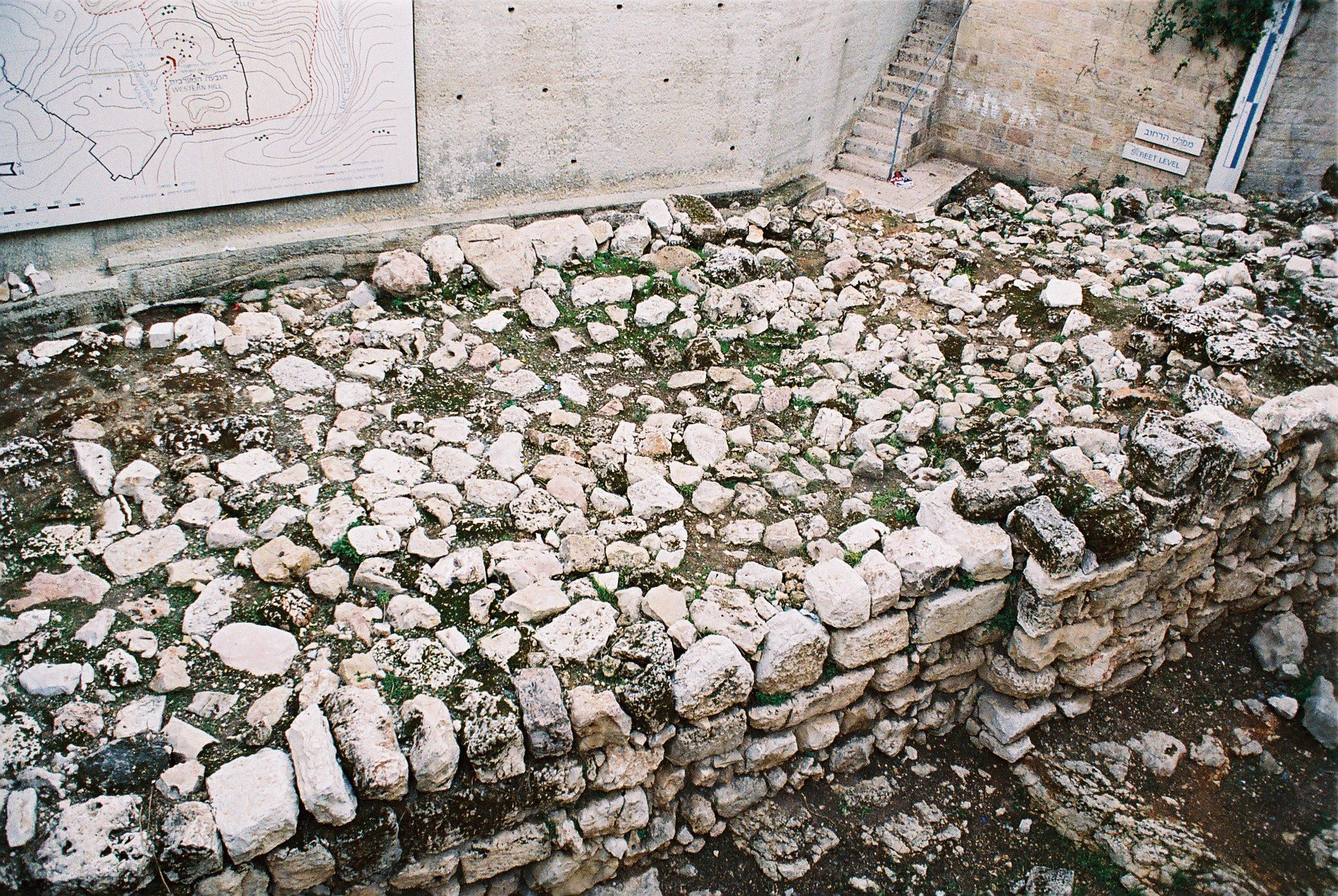
宽墙

宽墙（英语：Broad Wall）是耶路撒冷老城内的一堵古代防御墙。宽墙于1970年代由以色列建筑师Nahman Avigad发掘，其年代可追溯到希西家在位期间（公元前8世纪末）。

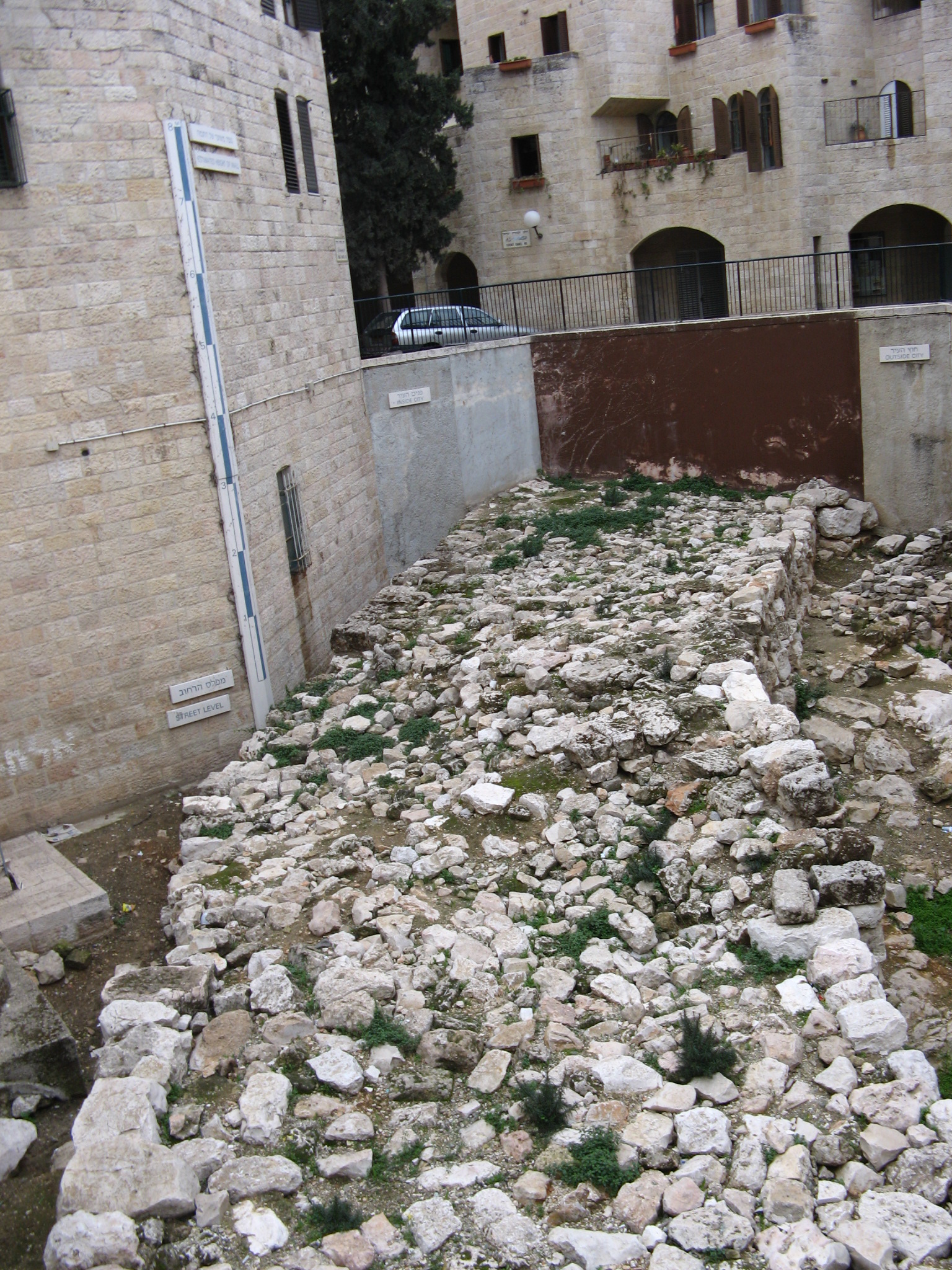

宽墙是一个巨大的防御性结构，厚达7米。挖掘出来的长度65米，最高达3.3米。
修筑宽墙的动机是防备辛那赫里布的入侵。宽墙在尼希米记 3:8 和 以赛亚书 22:9–10提及。